# University of Calgary

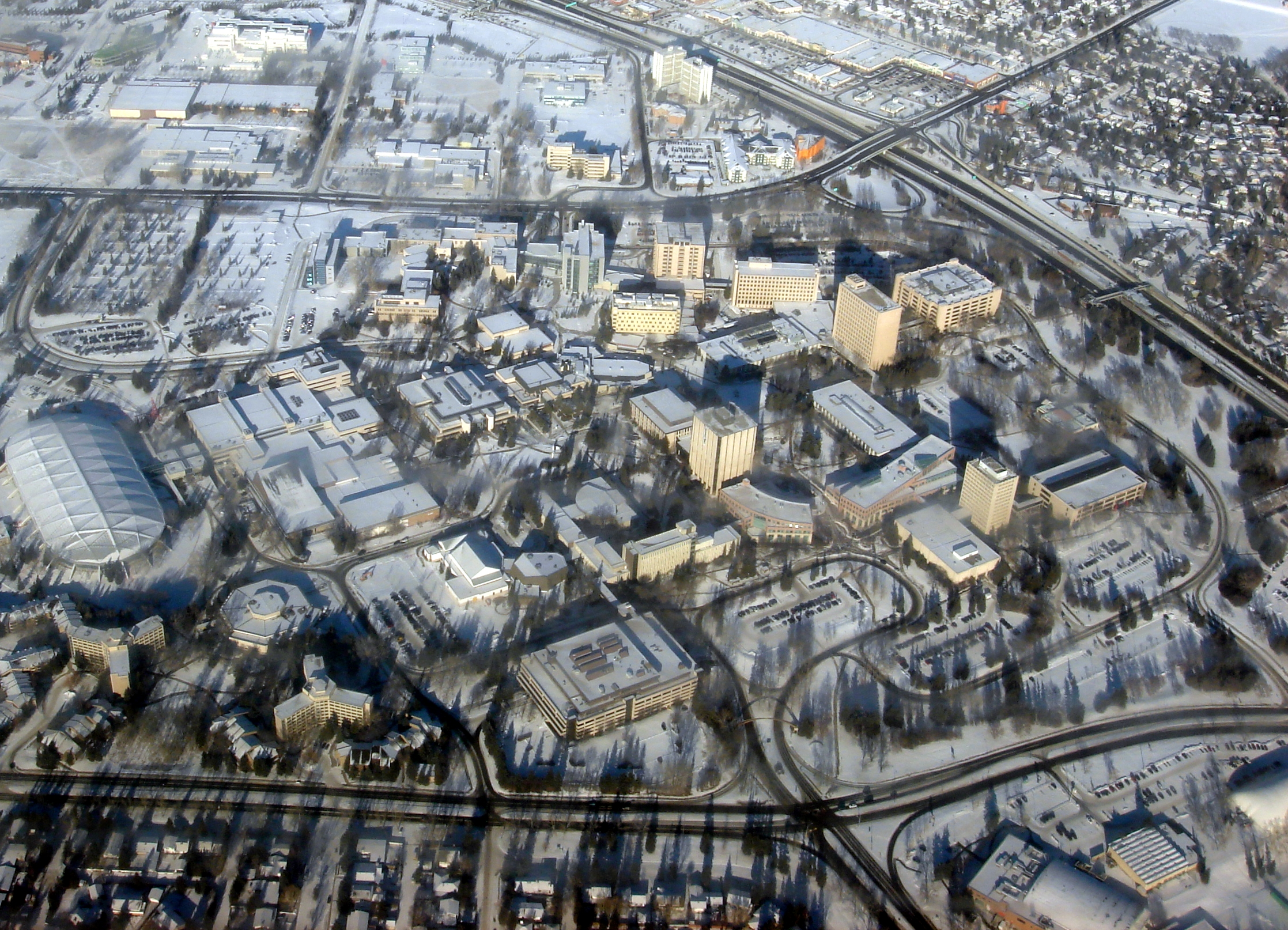
Campus der University of Calgary

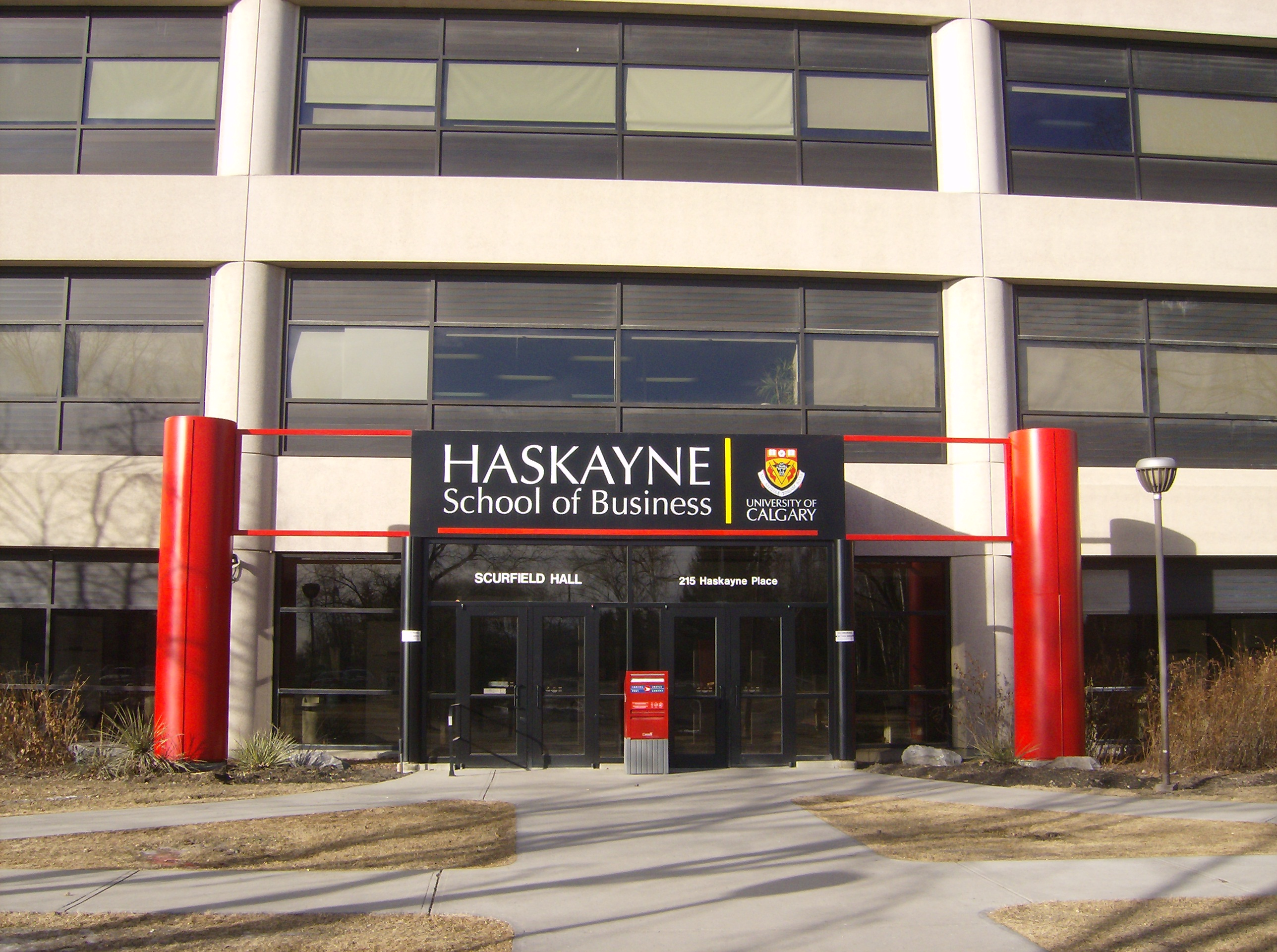
Der Eingangsbereich zur Business School

Die University of Calgary ist eine staatliche Universität in Calgary, in der Provinz Alberta in Kanada. Sie wurde 1966 gegründet und hatte 2019/2020 über 31.000 Studierende. Die Universität ist eine der führenden Forschungsuniversitäten in Kanada und ist Mitglied in der U15 Group of Canadian Research Universities. Die Universität verfügt über vier Campusanlagen, von denen sich eine im Ausland in Doha, Katar, befindet. Die Universität bietet insgesamt 150 Studienprogramme an, mit denen man den Bachelor, Master oder PhD-Abschluss machen kann.

## Geschichte
Die University of Calgary wurde offiziell im Jahre 1966 gegründet, deren Geschichte geht jedoch bis aufs Jahr 1905 zurück, als die  Alberta Normal School in Calgary gegründet wurde. Die Alberta Normal School wurde zur Ausbildung von Lehrkräften für Grund- und weiterführende Schulen der neuen Provinz gegründet. Die Einwohner von Calgary forderten die Einrichtung einer weiteren staatlichen Hochschuleinrichtung, die Provinzregierung genehmigte die Gründung einer weiteren Hochschule. Kurze Zeit darauf wurde das Calgary College gegründet, welches dann einige Jahre später zur University of Calgary umgebildet worden ist. Im frühen 20. Jahrhundert kamen die Fachbereiche Theologie, Rechtswissenschaften und Medizinwissenschaften und 1971 der Fachbereich Architektur hinzu. Ende 1960 verzeichnete die Universität einen massiven Bauboom. Die Calgary Hall und das Gebäude des Fachbereichs Ingenieurwissenschaften wurden erweitert. 1966 studierten 4000 Studenten an der Universität, die Zahl der Universitätsangehörigen wuchs auf 355 Beschäftigte.

## Fachbereiche und Colleges
Der Lehrbetrieb der Universität ist mit Stand 2021 in folgende 14 Fakultäten eingeteilt:
- Faculty of Arts beinhaltet ein Spektrum mehrerer Bereiche angefangen von Anthropologie bis Frauenforschung.
- School of Architecture, Planning and Landscape
- Cumming School of Medicine – Medizin
- Faculty of Graduate Studies
- Haskayne School of Business – BWL
- Faculty of Kinesiology – Bewegungswissenschaft
- Faculty of Veterinary Medicine – Tierheilkunde
- Faculty of Law – Rechtswissenschaften
- Faculty of Nursing – Pflege
- Faculty of Nursing – Pflege (Katar)
- Schulich School of Engineering – Ingenieurwissenschaften
- Faculty of Sciences, umfasst insgesamt 7 Fachbereiche mit Biologie, Chemie, Geowissenschaften, Mathematik und Statistik, Physik und Psychologie
- Faculty of Social Work – Sozialarbeit
- Werklund School of Education

## Campusanlagen

### Hauptcampus
Der Hauptcampus der Universität befindet sich ca. zwei Kilometer außerhalb der Stadt, nördlich von Downtown Calgary und südlich von den Stadtgebieten Varsity und Dalhousie. Das Gelände umfasst eine Fläche von 2,13 km² und ist somit größer als die Innenstadt von Calgary. Der Campus grenzt an den Crowchild Trail, die 16 Avenue Nordwest, 32 Avenue Nordwest und den Shaganappi Trail. Die 24 Avenue dient als Hauptzufahrtsweg zum Campus.
Die Architektur ist geprägt von einer Kombination von Postmoderne und Brutalismus. Die meisten Gebäude wurden zwischen 1960 und 1980 errichtet.
Ein größerer Park wurde im inneren Bereich des Campus angelegt.

### Downtown Campus
Am 13. September 2010 wurde der Downtown Campus eröffnet, er befindet sich an der 8th Avenue und 8th Street south-west. Die erste Bauphase war beendet und beinhaltet mehrere Einrichtungen auf dem Campus, daneben ein Buchgeschäft, ein Lernzentrum und andere Einrichtungen. Nach Fertigstellung der kompletten Campusanlage werden dort die Hörsäle der Fachbereiche Continuing Education und Energy & Environment sowie die einzelne Bereiche der Haskayne School of Business und der neuen School of Public Policy angesiedelt.

### West Campus
1995 erhielt die Universität von der Provinz Alberta ein größeres unbebautes Grundstück mit einer Fläche von rund 800.000 m². Es befindet sich östlich von Shaganappi Trail zwischen der 16th Avenue (Transcanada Highway) und der 32 Avenue Noth West. Der West Campus befindet sich auf einem hügeligen Gelände in der Nähe des Bow Rivers. Neben Universitätsgebäude und Einrichtungen befindet sich auf dem Campus das Alberta Children’s Hospital und das Child Development Centre. Nach der Erhöhung des Budgets der Universität begann die Universitätsleitung mit weiteren Ausbauplänen auf dem Gelände.
Vor fünf Jahren wurde insbesondere das westliche Gelände des Campus an das Alberta Children’s Hospital und dem Ronald McDonald House vermietet. Aktuell ist der Campus zur Hälfte bebaut. Vom West Campus aus kann man den Hauptcampus der Universität sowie Downtown Calgary sehen.

### Katar
Im Jahr 2007 eröffnete die University of Calgary einen Campus in Doha, Katar. Die University of Calgary in Qatar bildet Krankenschwestern aus (Bachelor/Master of Nursing).

## Forschung
Es gibt rund 36 Forschungszentren und Institute. Weitere Forschungszentren werden mit anderen Einrichtungen und Universitäten kooperativ betrieben. Zu den Forschungszentren gehören u. a.:
- Calgary Centre for Financial Research
- Calgary Centre for Innovative Technology (CCIT)
- Calgary Institute for the Humanities
- Centre for Mathematics in Life Sciences
- Centre for Microsystems Engineering (CME)
- Centre for Military and Strategic Studies (CMSS)
- Centre for Bioengineering Research and Education (CBRE)
- Centre for Information Security and Cryptography (CISC)
- Institute for Quantum Information Science
- Institute for Space Research
- McCaig Institute for Bone & Joint Health
- Pipeline Engineering Centre (PEC)
- Institute for Sustainable Energy, Environment and Economy

## Einrichtungen

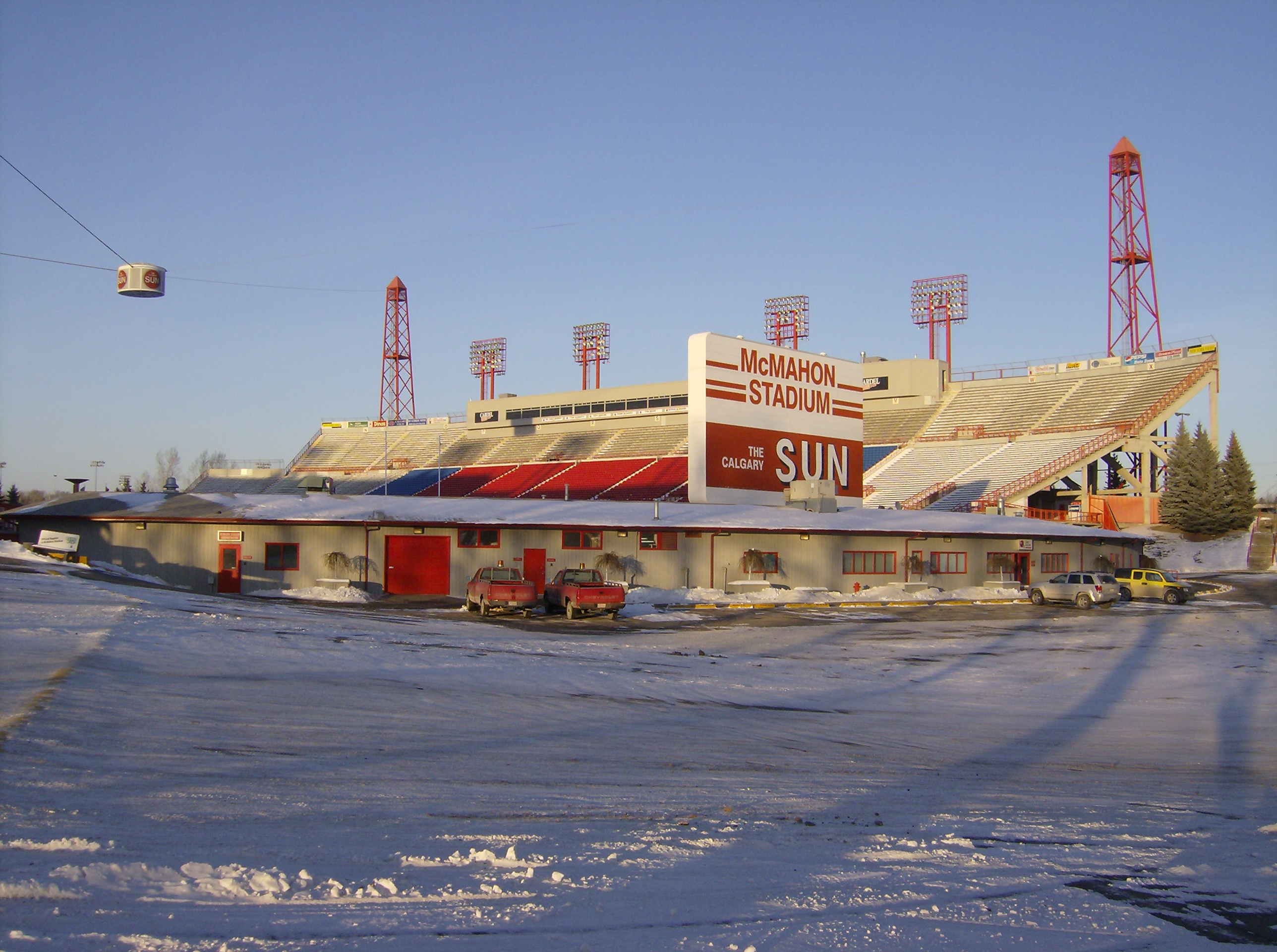
McMahon Stadium

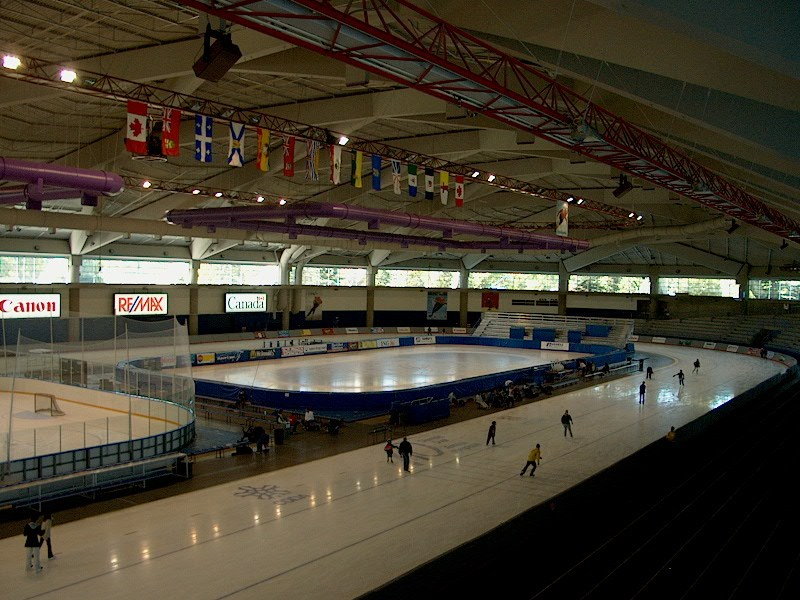
Die Olympic Oval Eisbahn auf dem Campus

Die Universität verfügt über mehrere Einrichtungen auf ihren Campusanlagen. Die MacEwan Hall ist eine Mehrzweck-Veranstaltungshalle für bis zu 1000 Personen. Die Halle wird für Konferenzen, Dinnerabende und politische Debatten genutzt. Das Rozsa Centre ist eine Theater- und Konzerthalle und befindet sich im westlichen Bereich auf dem Campus. Das Olympic Oval ist ein Eisstadion auf dem Campus, welches für die Olympischen Winterspiele 1988 eröffnet wurde. Weitere Einrichtungen sind:
- University of Calgary Aquatic Centre – beinhaltet ein für die Olympischen Winterspiele großes Schwimmbecken, mit einem Tieftauchbecken und größere Wellenmaschinen.
- McMahon Stadium
- Fitness and Lifestyle Centre
- Rothney Astrophysical Observatory

## Sport
Die Sportteams nennen sich die Calgary Dinos. Sie spielen in den Hochschulsportligen Canada West und Alberta Colleges Athletic Conference.

## Bekannte Absolventen
- Garrett Camp (* 1978), Co-Gründer des Internet-Fahrdienstanbieters Uber
- Agam Darshi, Schauspielerin
- Stephen Harper (* 1959), 22. Premierminister von Kanada
- James Gosling (* 1955), einer der Urväter der Programmiersprache Java
- Elizabeth Nicholls (1946–2004), Paläontologin
- Theo de Raadt (* 1968), Gründer des OpenBSD-Projekts
- Brad Werenka (* 1969), Eishockeyspieler und -trainer
- Kara Scott (* 1975), Moderatorin und Pokerspielerin
- Robert Brent Thirsk (* 1976), Astronaut der CSA